# بروس ميلر (لاعب كرة قاعدة)
بروس ميلر (بالإنجليزية: Bruce Miller)‏ هو لاعب كرة قاعدة أمريكي، ولد في 4 مارس 1947 في فورت واين في الولايات المتحدة.

## وصلات خارجية
- بروس ميلر على موقعبيزبول رفرنس.كوم (الدوري الرئيسي) (الإنجليزية)
- بروس ميلر على موقعبيزبول رفرنس.كوم (الدوري الثانوي) (الإنجليزية)